# Сокованов, Василий Николаевич
Василий Николаевич Сокованов — гвардии ефрейтор Вооружённых Сил Российской Федерации, участник антитеррористических операций в период Второй чеченской войны, погиб при исполнении служебных обязанностей во время боя 6-й роты 104-го гвардейского воздушно-десантного полка у высоты 776 в Шатойском районе Чечни.

## Биография
Василий Николаевич Сокованов родился 28 ноября 1976 года в городе Орлове Кировской области (в некоторых источниках местом рождения указывается город Киров) в семье директора местного совхоза и работницы почты. Окончил Орловскую среднюю школу № 1 имени Н. Ф. Зонова. 21 мая 1999 года Сокованов был призван на службу в Вооружённые Силы Российской Федерации Орловским районным военным комиссариатом Кировской области. Получил военную специальность наводчика-оператора. Служил заместителем командира боевой машины в 6-й роте 104-го гвардейского воздушно-десантного полка.
С началом Второй чеченской войны в составе своего подразделения гвардии ефрейтор Василий Сокованов был направлен в Чеченскую Республику. Принимал активное участие в боевых операциях. С конца февраля 2000 года его рота дислоцировалась в районе населённого пункта Улус-Керт Шатойского района Чечни, на высоте под кодовым обозначение 776, расположенной около Аргунского ущелья. 29 февраля — 1 марта 2000 года десантники приняли здесь бой против многократно превосходящих сил сепаратистов — против всего 90 военнослужащих федеральных войск, по разным оценкам, действовало от 700 до 2500 боевиков, прорывавшихся из окружения после битвы за райцентр — город Шатой. Вместе со всеми своими товарищами он отражал ожесточённые атаки боевиков Хаттаба и Шамиля Басаева, не дав им прорвать занимаемые ротой рубежи. В том бою Сокованов, стремясь спасти сослуживцев, принял огонь сепаратистов на себя, при этом погиб.
Похоронен на городском кладбище в городе Орлове Кировской области.
Указом Президента Российской Федерации гвардии ефрейтор Василий Николаевич Сокованов посмертно был удостоен ордена Мужества.

## Память
- В честь Сокованова названа улица в его родном городе Орлове[4].
- На здании Орловской средней школы № 1 имени Н. Ф. Зонова, где учился Сокованов, установлена мемориальная доска.